# Лехтме, Йоханна-Мария
Йоханна-Мария Лехтме (эст. Johanna-Maria Lehtme; род. 1 октября 1988, Таллинн) — эстонская общественная и политическая деятельница. Основательница некоммерческой организации Slava Ukraini. Депутат Рийгикогу XV созыва (с 10 апреля по 19 мая 2023 года; Eesti 200).

## Биография
Йоханна-Мария Лехтме родилась 1 октября 1988 года в Таллине. Воспитывалась мамой, эстонским кинопродюсером Рийной Силдос, и бабушкой, происходившей из Эстосадка в Краснодарском крае.
В 2007 году Лехтме окончила таллиннскую школу № 21. В 2011 году получила степень магистра юриспруденции Тартуского университета, однако, по её словам, эта сфера её не привлекала. Благодаря матери она влилась в социально-культурную сферу. Лехтме помогала в организации таллинского кинофестиваля «Тёмные ночи» (PÖFF), была продюсером Эстонского фестивального оркестра, сотрудничала с организаторами Одесского международного кинофестиваля. Работала в туристическом агентстве Vespalo, консалтинговой компании Miltton.
В феврале 2017 года Лехтме спонтанно решила переехать в Киев, там познакомилась с будущим мужем Виталием, родила дочь.
После вторжения России в Украину в 2022 году Лехтме с семьей эвакуировалась в Эстонию. 27 февраля из Украины ей позвонил муж и сообщил, что украинцам очень нужны машины скорой помощи. Лехтме связалась с известным режиссёром Ильмаром Раагом, а он, в свою очередь, свёл её с эстонскими Ротари-клубом. 7 марта она соучередила и возглавила некоммерческую организацию Slava Ukraini для сбора в Эстонии пожертвований в поддержку Украины и организации помощи на месте. 16 марта состоялся благотворительный концерт, на котором собрали 700 тыс. евро. За год через Slava Ukraini было собрано 6,5 млн евро. Организация помогала украинским подразделениям медицинским и защитным оборудованием, а также финансировала медицинскую подготовку на местах.
За год активной общественной работы Лехтме стала известна и популярна. 17 января 2023 года она объявила о планах избираться в XV состав Рийгикогу по списку либеральной партии Eesti 200, хотя не была членом партии. Шла по избирательному округу № 1 (столичные Хааберсти, Пыхья-Таллинн и Кристийне) и на прошедших 5 марта 2023 года выборах Лехтме набрала 5251 голос, став по числу голосов лидером внутри партии. После избрания Лехтме заявила, что отказывается от зарплаты в НКО Slava Ukraini.

## Скандал вокруг MTÜ Slava Ukraini
12 марта 2023 года совет НКО «Слава Украине» (MTÜ Slava Ukraini) сообщил о решении организовать проверку из-за подозрении в нецелевом использовании средств, расширить руководящий состав организации и временно приостановить переводы в Украину. Официальная позиция состояла в том, совет формируется для «трансформации инициативы в классическую организацию». До этого Лехтме «фактически самостоятельно руководила организацией».
24 марта 2023 года Государственное бюро расследований Украины начало досудебное расследование, после чего 8 мая открыло уголовное производство по двум статьям: хищение имущества и использование гуманитарной помощи и благотворительных пожертвований с целью получения прибыли.
15 апреля издание Eesti Päevaleht опубликовало материал, из которого следовало, что главным партнером НКО Slava Ukraini является украинская НКО All For Victory («Всё для Победы»). Глава этой организации Геннадий Васькин — «близкий друг» Лехтме. В прошлом он работал во Львовской городской администрации с главой другой компании — IC Construction — Романом Панасюком. За 2022 год IC Construction отразила в декларации оборот в 41,7 млн гривен (около 1 млн евро), из которых чистая прибыль достигла 9,3 млн гривен (около 250 тыс. евро). Почти 100 % оборота компании приходились на услуги для Slava Ukraini, ценность которых неочевидна. В начале года сумма переводов в адрес IC Construction достигла 1,5 млн евро.
Сама Лехтме с начала скандала ограничивалась общими фразами о своих наилучших побуждениях и что пожертвованные средства полностью дошли до Украины, вся помощь была передана по назначению. Однако не предоставляла комментариев по существу обвинений и не могла объяснить смысл и содержание сделок, о которых спрашивали журналисты. Издание Postimees отмечало в своём расследовании, что все украинские партнёры НКО Slava Ukraini также отказывались идти на контакт.
Эстонские журналисты с марта неоднократно спрашивали, будет ли возбуждено дело в Эстонии, но прокуратура придерживалась мнения, что в этом нет необходимости. Только 9 мая прокуратура Эстонии вслед за украинскими коллегами возбудила уголовное дело по статье о присвоении имущества, чтобы расследовать использование средств, собранных НКО Slava Ukraini в поддержку Украины. В тот же день совет НКО Slava Ukraini отозвал Лехтме из правления организации до окончания расследования.
В конце апреля Лехтме говорила, что «если партнёры играли на нашем простодушии, они должны понести ответственность». В мае Александр Чернов, бывший руководитель IC Constructions, который ранее сообщил совету Slava Ukraini о предполагаемом нецелевом использовании пожертвований, заявил, что Лехтме была хорошо осведомлена о завышенных сметах и схемах Васькива, с которым она состояла в романтической связи с весны 2022 года. Именно с её ведома вся деятельность велась через связанные с ним организации. Чернов также упомянул, что Лехтме вывозили наличные из Украины.
19 мая издание Eesti Ekspress выпустило большой материал о неизвестном прошлом Лехтме, включавшем уход от налогов, лжесвидетельствование в суде, уходе из «Славы Украины» сотрудников из-за конфликтов, неразберихи и всё нарастающего влияния Геннадия Васькива. Среди прочего, публикация сообщала со ссылкой на слова учредителя коммуникационной компании Miltton Аннику Аррас, что во время во время работы на Аррас в проекте European Women’s Academy of Political Leadership and Campaigning (EWA, «Европейскую женскую академия») Лехтме подделала документы о расходах и присвоила «четырёхзначную сумму евро». Когда в 2017 году история вскрылась, и Аррас показала Лехтме документы, та признала вину и возместила ущерб, после чего уволилась из Miltton «по соглашению сторон». Тогда Аррас обещала не публиковать историю, если «Лехтме больше никогда не сделает ничего подобного».
Ещё 11 мая Лехтме в очередной раз заявила, что ситуация вокруг НКО не повлияет на её работу в Рийгикогу, однако в день выхода публикации Eesti Ekspress сообщила, что покидает Парламент: «Это моё личное решение. Как депутат Рийгикогу я продолжила бы находиться под повышенным вниманием общественности, что не позволило бы установить истину или провести справедливое расследование. Я также хочу уберечь от проблем партию, незаслуженно попавшую под давление со стороны общественности». Её мандат c 20 мая перешёл члену партии «Ээсти 200» и бывшему председателю партии «зелёных Эстонии» Зюлейхе Измаиловой. Председатель парламентской фракции «Ээсти 200» Марек Рейнаас в письме к членам партии обвинил СМИ в медиакампании против Йоханны-Марии Летме. Председатель партии Eesti 200 Лаури Хуссар сказал, что её решение спасает репутацию как партии, так и Рийгикогу.

## Награды
За свою активную общественную деятельность Йоханна-Мария Лехтме в 2022 году получила целый ряд общественных наград Эстонии. Эстонское представительство Европейской комиссии удостоило её титула «Европеец года 2022», Министерство внутренних дел присвоило звание «гражданина года 2022», Министерство иностранных дел Эстонии вручило знак отличия. В начале 2023 года Президент Эстонии Алар Карис наградил Лехтме Орденом Белой звезды IV степени.
19 мая 2023 года издание Postimees 19 мая объявило, что в связи с утратой доверия отзывает у Летхме титул «Человек года Postimees 2022». В редакционной колонке подчёркивалось, что хотя когда-то «действия Лехтме вдохновили многих эстонцев на пожертвования украинцами», скандал подорвал доверие к НКО «Славе Украине» и «в первую очередь от этого страдают украинцы».
19 мая президент Эстонии Алар Карис заявил, что лишение Лехтме Ордена Белой звезды возможно только по итогам расследования. Вице-канцлер МВД Райво Кюйт, говоря о возможном лишении Лехтме титула «гражданина года», призвал дождаться решения суда.